# إنتر ميامي
نادي ميامي الدولي لكرة القدم (بالإسبانية: Club Internacional de Fútbol Miami) أو اختصاراً إنتر ميامي هو فريق كرة قدم أمريكي احترافي أُسس سنة 2018 يقع مقره في مدينة فورت لودريل بولاية فلوريدا الأمريكية. انضم هذا الفريق إلى الدوري الأمريكي لكرة القدم في موسم 2020. حظي النادي باهتمام دولي قبل تأسيسه بسبب رئيس النادي والمالك المشارك ديفيد بيكهام وكذلك مرة أخرى في عام 2023 عندما وقع مع ليونيل ميسي. بعد التوقيع، فاز النادي بأول لقب كبير له، وهو كأس الدوريات 2023، وهي مسابقة خاصة بمنطقة أمريكا الشمالية لمنطقة الكونكاكاف.

## تاريخ النادي

### توسيع النادي

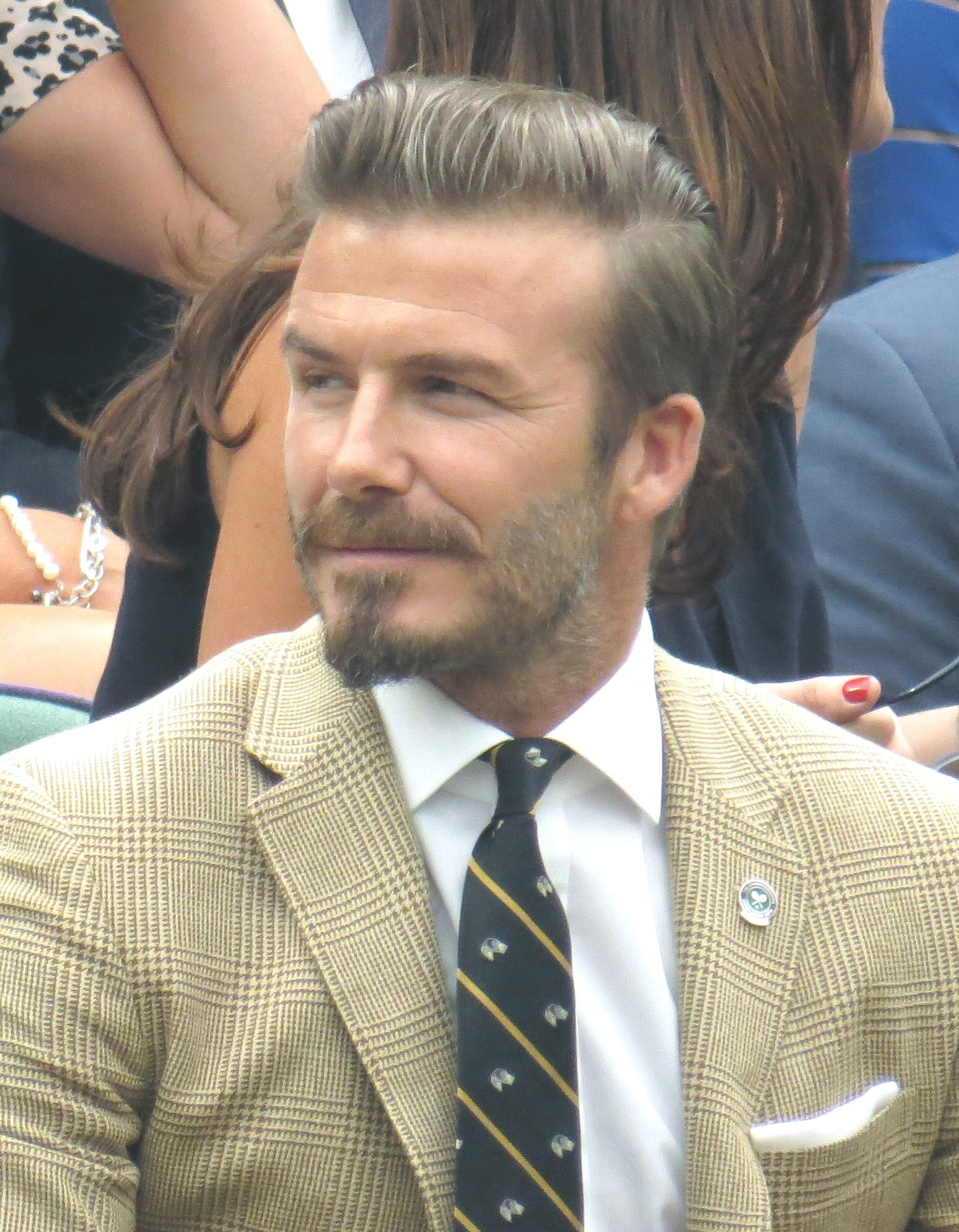
ديفيد بيكهام رئيس النادي

في نوفمبر 2012، بعد توقيف نادي ميامي فيوشن في نهاية موسم 2001 ومحاولة التوسيع الفاشلة التي قادها رجل الأعمال البوليفي مارسيلو كلوري ونادي برشلونة 2009. أكد دون جاربر مفوض الدوري الأمريكي اهتمام الدوري المتجدد بوضع امتياز توسعة في ميامي.
في عام 2007 عندما أنضم ديفيد بيكهام الى الدوري الأمريكي، خطرت لمدير أعماله سيمون فولر فكرة منحه خيارًا لشراء فريق جديد قابل للتوسع بسعر 25 مليون دولار، وعندما أنهى ديفيد بيكهام، مسيرته الكروية في أبريل 2013، أجرى الدوري الأمريكي مناقشات مع فولر حول العديد من الفرق المستهدفة لتوسعتها، بما في ذلك ميامي. وفي نفس العام، أعرب مستثمرون آخرون، بما في ذلك الممول الإيطالي أليساندرو بوتيني، ومالك ميامي دولفينز ستيفن إم روس، عن اهتمامهم بامتلاك امتياز في ميامي أيضًا.
في عام 2013، عندما أجرى ديفيد بيكهام مقابلة مع شبكة سي إن إن، شكر فولر على صفقة الدوري الامريكي الرائدة التي تفاوض عليها في عام 2007 وعلى وجه التحديد البند الذي أصر فولر على إدخاله لصالح اللاعب قائلًا: "عندما وقعت عقدي قبل ستة أو سبعة أعوام، حصل مديري سيمون فولر على بند في العقد مكنني من الحصول على امتياز في نهاية مسيرتي الكروية" حدد دون جاربر، في خطابه عن حالة الدوري في ديسمبر 2013، ديفيد بيكهام وسيمون فولر كمالكين محتملين في ميامي. في وقت لاحق من ذلك الشهر، في 17 ديسمبر، صوت مفوضو مقاطعة ميامي ديد بالإجماع للسماح للعمدة كارلوس خيمينيز بالتفاوض مع المجموعة التي يقودها بيكهام بشأن إنشاء ملعب جديد للنادي في وسط مدينة ميامي. أعلن الدوري أن ديفيد بيكهام بدأ خياره في 5 فبراير 2014، وأن «ميامي بيكهام يونايتد»، وهي المجموعة الاستثمارية بقيادة ديفيد بيكهام وسيمون فولر ومارسيلو كلوري، ستمتلك امتيازًا توسيعيًا في ميامي، على افتراض أنه يمكن الاتفاق على تمويل الملعب. وفي العروض التقديمية للمسؤولين والمستثمرين المحتملين، استخدمت المجموعة المالكة، «ميامي فايس» و «ميامي الحالي» كأسماء مؤقتة للنادي. بعد فشل مقترحات بناء الملعب الأولية، كرر المفوض جون غاربر في أغسطس 2014 أنه لن تتم الموافقة على التوسيع حتى يتم تأمين خطة بناء استاد للنادي وسط المدينة وبعد أن قام سيمون فولر بتقديم وتعريف ديفيد بيكهام إلى رواد الأعمال خورخي وخوسيه ماس، حينها فقط أعطي الضوء الأخضر لتنفيذ الخطة. وفي 2019، أشترى بيكهام حصة مدير أعماله سيمون فولر في النادي كاملة.
في 29 يناير 2018، تم تشكيل مجموعة «ميامي بيكهام يونايتد» المكونة من (ديفيد بيكهام، مارسيلو كلوري، سيمون فولر، ماسايوشي سون، المؤسس والرئيس التنفيذي لشركة سوفت بنك، وخورخي وخوسيه ماس، قادة شركة الاتصالات والبناء «MasTec» التي يقع مقرها ميامي) وبعد أربع سنوات من الإعلان الأصلي للملكية عن متابعة الفريق، حصلوا على امتياز الدوري الأمريكي للفريق رقم 25 وكان من المقرر إطلاق النادي في موسم 2020 للدوري. يمثل هذا الإعلان جزءًا من توسع أكبر للدوري الأمريكي حيث من شأنه أن يزيد عدد الفرق إلى 26 بحلول عام 2020 وكذلك الى 30 فريق بعد ذلك. منذ الاعلان الأولي لديفيد بيكهام عن نيته تشكيل فريق في ميامي في عام 2014، بدأ كل من أورلاندو سيتي، ونيويورك سيتي، وأتلانتا يونايتد، ومينيسوتا يونايتد، ولوس أنجلوس إف سي، ونادي سينسيناتي اللعب في الدوري الأمريكي لكرة القدم. تم تعيين بول ماكدونو كمدير رياضي للنادي اعتبارًا من 4 أغسطس. تم تغيير اسم المجموعة المالكة للنادي لاحقًا إلى «Miami Freedom Park LLC». تم الإعلان عن اسم النادي «إنتر ميامي الدولي»، والذي تم اختصاره إلى إنتر ميامي، كاسم رسمي للنادي في 5 سبتمبر 2018.
في 30 ديسمبر 2019، انضم لاعب منتخب الأوروغواي السابق ومدرب نادي مونتيري المكسيكي دييغو ألونسو كمدرب رئيسي للنادي.

## الألقاب

### محليا
كأس الولايات المتحدة المفتوحة
الوصيف (1): 2023
درع المشجعين
البطل (1): 2024

### قاريا
كأس الدوريات
البطل (1): 2023

## اللاعبون

### التشكيلة الحالية

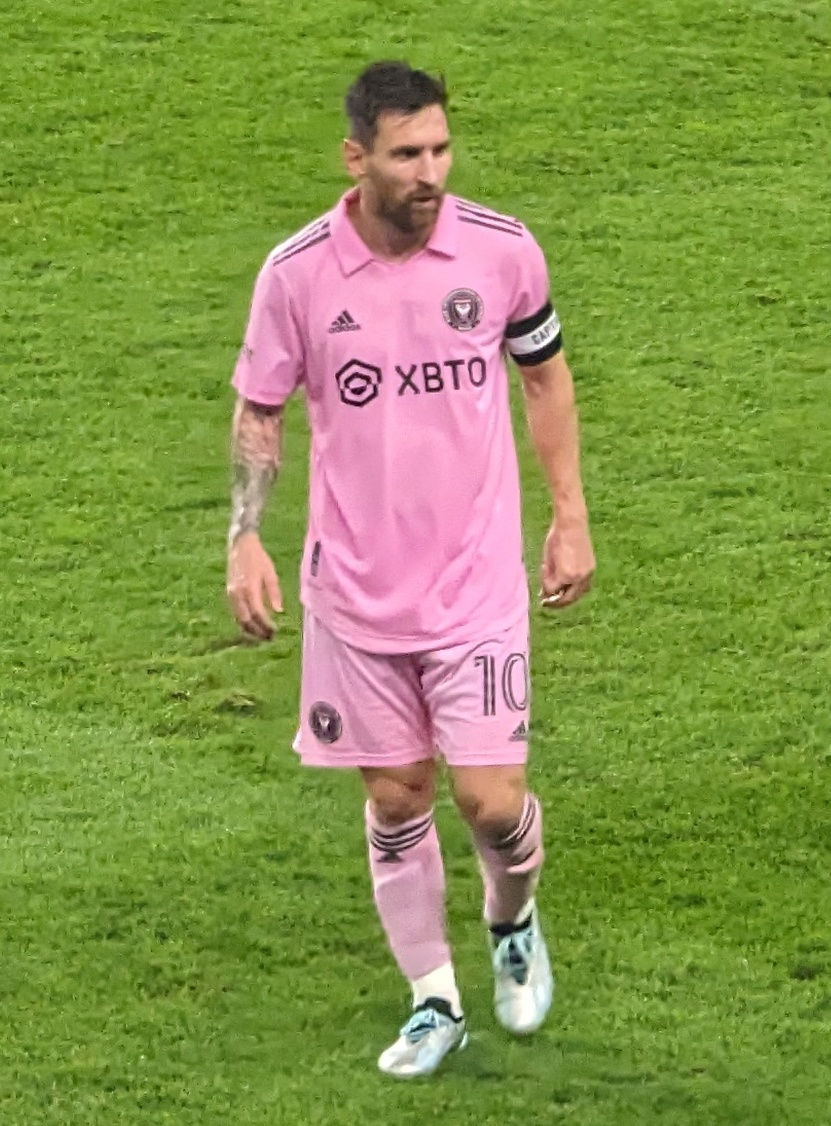
ليونيل ميسي قائد ونجم الفريق

آخر تحديث: 8 أغسطس 2024
ملاحظة: تشير الأعلام إلى المنتخب بحسب قواعد الأهلية المعتمدة من قبل الفيفا؛ تنطبق بعض الاستثناءات المحدودة. وقد يحمل اللاعبون أكثر من جنسية لا تعترف بها الفيفا.
| الرقم | البلد            | المركز | اللاعب           |
| ----- | ---------------- | ------ | ---------------- |
| 1     | الولايات المتحدة | حارس   | دريك كالندر      |
| 2     | الأرجنتين        | مدافع  | غونزالو لوزان    |
| 5     | إسبانيا          | وسط    | سيرخيو بوسكيتس   |
| 6     | الأرجنتين        | مدافع  | توماس أفيليس     |
| 7     | هايتي            | مهاجم  | فافا بيكو        |
| 8     | فنزويلا          | وسط    | تيلاسكو سيغوفيا  |
| 9     | الأوروغواي       | مهاجم  | لويس سواريز      |
| 10    | الأرجنتين        | مهاجم  | ليونيل ميسي      |
| 11    | الأرجنتين        | وسط    | بالتاسار رودريغز |
| 14    | باراغواي         | مدافع  | ديفيد مارتينيز   |
| 15    | الولايات المتحدة | مدافع  | ريان سايلور      |
| 17    | جامايكا          | مدافع  | إيان فراي        |
| 18    | إسبانيا          | مدافع  | جوردي ألبا       |
| 19    | الأرجنتين        | حارس   | أوسكار اوستاري   |
| 21    | الأرجنتين        | وسط    | تاديو الليندي    |

| الرقم | البلد               | المركز | اللاعب              |
| ----- | ------------------- | ------ | ------------------- |
| 22    | البرازيل            | مهاجم  | ليو أفونسو          |
| 26    | الولايات المتحدة    | مدافع  | تايلر هال           |
| 29    | الإكوادور           | مهاجم  | ألين وباندو         |
| 30    | الولايات المتحدة    | وسط    | بنجامين كريماسكي    |
| 32    | اليونان             | مدافع  | نوح الين            |
| 34    | الأرجنتين           | حارس   | رمكم ريوس نوفو      |
| 37    | الأوروغواي          | مهاجم  | ماكسيميليانو فالكون |
| 41    | هندوراس             | وسط    | دافيد رويز          |
| 42    | إيطاليا             | مدافع  | خانيك برايت         |
| 55    | الأرجنتين           | وسط    | فيديريكو ريدوندو    |
| 57    | الأرجنتين           | مدافع  | مارسيلو ويغانت      |
| 62    | جمهورية الدومينيكان | مدافع  | إسراأيل بوترايت     |
| 81    | الولايات المتحدة    | وسط    | سانتياغو موراليس    |
| –     | الولايات المتحدة    | حارس   | وليام ياربورو       |

## وصلات خارجية
- الموقع الرسمي